# Yeltsin Álvarez
Yeltsin Delfino Álvarez Castro (ur. 2 listopada 1994 w El Rancho) – gwatemalski piłkarz występujący na pozycji prawego pomocnika, reprezentant Gwatemali, od 2022 roku zawodnik Cobán Imperial.

## Kariera klubowa
Álvarez pochodzi z wsi El Rancho de San Agustín w departamencie El Progreso, dorastając na osiedlu El Bolillo. Jego ojciec był policjantem, zginął w starciu zbrojnym podczas pracy. Jest trzecim z szóstki rodzeństwa. Karierę piłkarską rozpoczynał w lokalnym czwartoligowym zespole El Rancheño, skąd trafił do Deportivo Guastatoya, występującego w najwyższej klasie rozgrywkowej. W gwatemalskiej Liga Nacional zadebiutował 21 marca 2015 w przegranym 0:1 spotkaniu z Antiguą GFC, zaś pierwszego gola strzelił 22 listopada w zremisowanej 2:2 konfrontacji z Mictlán. Wraz z Guastatoyą wywalczył wicemistrzostwo Gwatemali (Apertura 2015).
Latem 2016 Álvarez został piłkarzem Cobán Imperial, dokąd ściągnął go trener Ariel Sena, jego były przełożony z Guastatoyi. Zdobył z nim puchar Gwatemali (2018/2019).

## Kariera reprezentacyjna
W seniorskiej reprezentacji Gwatemali Álvarez zadebiutował za kadencji selekcjonera Waltera Claverí, 15 sierpnia 2018 w wygranym 3:0 meczu towarzyskim z Kubą. Pierwszego gola strzelił 16 listopada 2019 w wygranym 5:0 spotkaniu z Portorykiem w ramach Ligi Narodów CONCACAF.